# Bedřich Veselý
Bedřich Veselý (2. února 1881, Slaný – 1969, Praha) byl český malíř a restaurátor.

## Život
Narodil se ve Slaném do rodiny strojníka Josefa Veselého a jeho ženy Kateřiny, roz. Basíkové. Měl ještě dva mladší bratry, Ladislava (* 1882) a Jaroslava (* 1885). Absolvoval obecnou školu, 3 třídy ve škole měšťanské a dále pokračoval na průmyslové škole v Ústí nad Labem, na níž absolvoval 3 ročníky. V letech 1902/1903 absolvoval II. semestr všeobecné školy umělecko-průmyslové v Praze. V dalším studiu pokračoval na malířské akademii, kde v letech 1903–1904 navštěvoval tzv. přípravku u prof. B. Roubalíka, kde obdržel I. cenu a rovnou postoupil do III. ročníku všeobecné školy, kterou vedl prof. Vlaho Bukovac. V letech 1905–1906 pokračoval v tzv. speciálce u prof. R. Ottenfelda, studium zde i absolvoval a obdržel státní stipendium.
Bedřich Veselý se věnoval převážně restaurování nástěnných maleb a ve své tvorbě se věnoval kromě jiného portrétům. Restauroval četné malby vyvedené v omítce apod., např. v refektáři kláštera Křižovníků v Praze, kostele na Bílé Hoře, Thunovském letohrádku v Ledči nad Sázavou, klášteře a muzeu ve Slaném a mnoha dalších.